# Ulmu, Brăila
Ulmu là một xã thuộc hạt Brăila, România. Dân số thời điểm năm 2002 là 4463 người.